# Ger van Mourik
Gerrit van Mourik, dit Ger van Mourik, né le 4 août 1931 à Amsterdam et mort le 19 janvier 2017, est un footballeur néerlandais qui évolue au poste de défenseur. Il fait partie du Club van 100.

## Biographie
Avec l'Ajax Amsterdam, il joue six matchs de Ligue des champions et deux matchs de Coupe d'Europe des vainqueurs de coupe.
Il est capitaine de l'Ajax Amsterdam pendant huit saisons, et dispute un total de 352 matchs toutes compétitions confondues avec l'Ajax, ce qui fait de lui le 11e joueur le plus capé du club.
Après sa carrière de joueur, il entraîne le DWV Amsterdam de 1974 à 1982.

## Palmarès
- Vainqueur de l'International football cup en 1962 avec l'Ajax Amsterdam
- Champion des Pays-Bas en 1957 et 1960 avec l'Ajax Amsterdam
- Vice-champion des Pays-Bas en 1961 et 1963 avec l'Ajax Amsterdam
- Vainqueur de la Coupe des Pays-Bas en 1961 avec l'Ajax Amsterdam